# Neochauliodes fletcheri
Neochauliodes fletcheri är en insektsart som beskrevs av Douglas E. Kimmins 1954. Neochauliodes fletcheri ingår i släktet Neochauliodes och familjen Corydalidae. Inga underarter finns listade i Catalogue of Life.